# Kinitocelis
Kinitocelis – wymarły rodzaj owadów z rzędu Tarachoptera i rodziny Tarachocelidae.
Rodzaj ten opisany został w 2017 roku przez Wolframa Meya, Wilfrieda Wicharda, Patricka Müllera i Bo Wanga. Zalicza się doń 3 gatunki, opisane na podstawie inkluzji w bursztynie birmańskim, datowanych na cenoman w kredzie późnej.
Owady te osiągały od 2,5 do 4,3 mm długości ciała i od 2,3 do 4,5 mm długości przedniego skrzydła. Miały wydłużoną, spłaszczoną grzbietobrzusznie głowę, wyposażoną w półkuliste oczy. Biczyk czułków zbudowany był z 20–26 beczułkowatych, porośniętych łukami członów. Głaszczki również porastały łuski. Żuwaczki zredukowane były do stożkowatych wyrostków. Obie pary skrzydeł były przejrzyste, pozbawione żyłek barkowych i łusek zapachowych na żyłkach medialnych i radialnych, a przednia para znacznie gęściej porośnięta łuskami niż u Tarachocelis. Zanikowi uległ wierzchołkowy sektor żyłki postkubitalnej. Odnóża były smukłe, o nasadowym członie stopy dłuższym niż pozostałe jej człony razem wzięte. Samce miały parę bocznych wyrostków na piątym segmencie odwłoka oraz krótkie walwy. U samic grzbietowa część ostatniego segmentu odwłoka wydłużona była w dwie owalne płytki.
Należą tu 3 opisane gatunki:
- Kinitocelis brevicostata Mey et el., 2017 – odznaczał się zredukowanym sektorem wierzchołkowym żyłki subkostalnej[1].
- Kinitocelis divisionotata Mey et el., 2017 – wyróżniał się buławkowatymi głaszczkami wargowymi, długim sektorem wierzchołkowym żyłki subkostalnej za jej połączeniem z żyłką poprzeczną sc-r oraz budową narządów rozrodczych samicy[1].
- Kinitocelis hennigi Mey et el., 2017 – nazwany na cześć Williego Henniga. Charakteryzował się przednimi skrzydłami z pręcikowatym jarzemkiem i wierzchołkowo rozwidloną żyłką subkostalną[1].